# Osa Odighizuwa
Osawaru Odighizuwa (Dayton, 13 agosto 1998) è un giocatore di football americano statunitense che milita nel ruolo di defensive tackle per i Dallas Cowboys della National Football League (NFL).

## Carriera

### Dallas Cowboys
Odighizuwa al college giocò a football a UCLA. Fu scelto nel corso del terzo giro (75º assoluto) nel Draft NFL 2021 dai Dallas Cowboys. Debuttò come professionista nel primo turno contro i Tampa Bay Buccaneers campioni in carica, mettendo a segno un tackle. La sua stagione da rookie si concluse con 30 placcaggi e 2 sack in 16 presenze, 12 delle quali come titolare.
Il 4 marzo 2025 Odighizuwa firmò un nuovo contratto quadriennale del valore di 80 milioni di dollari, inclusi 58 milioni garantiti.